# Щудровська палатка

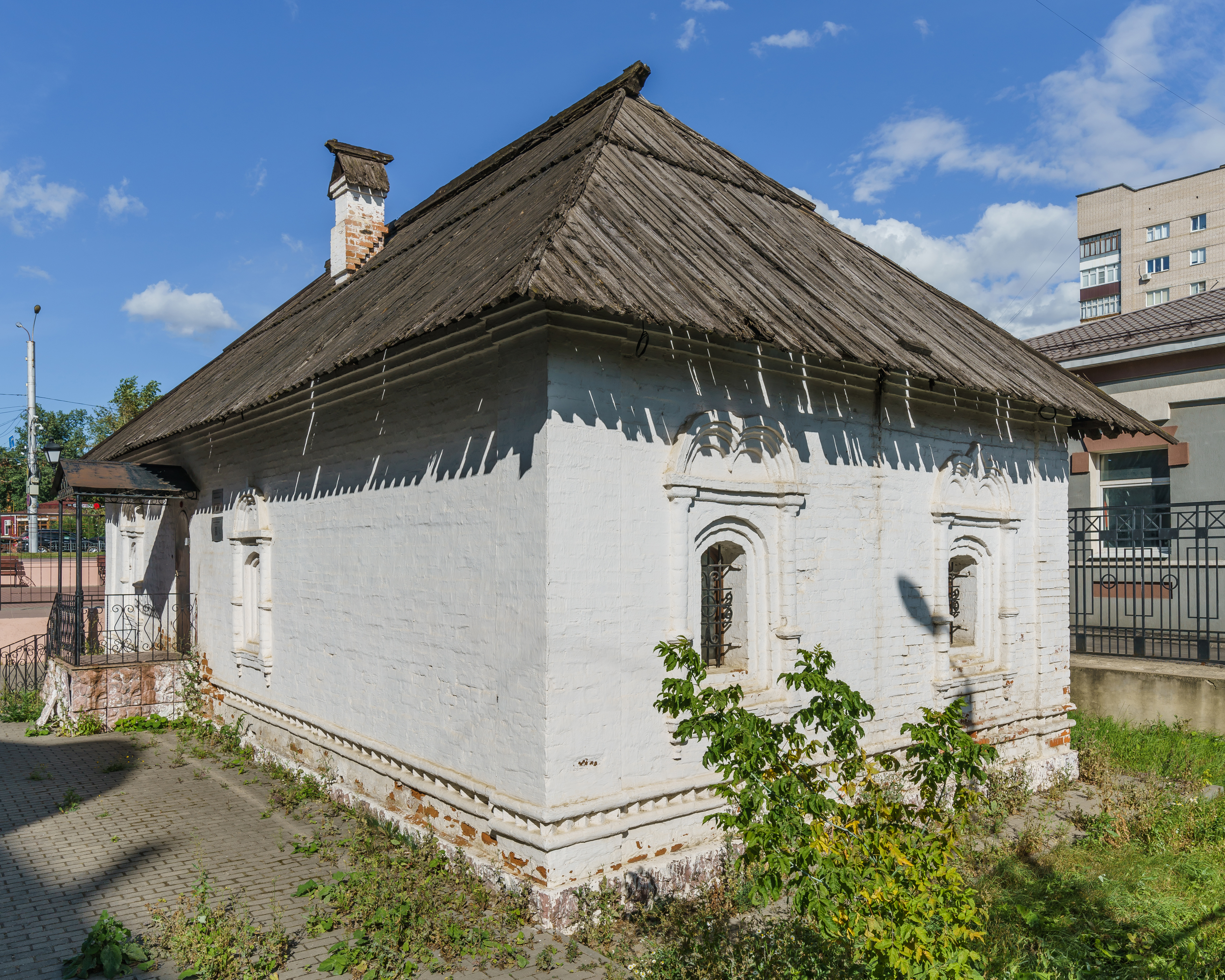
Загальний вигляд

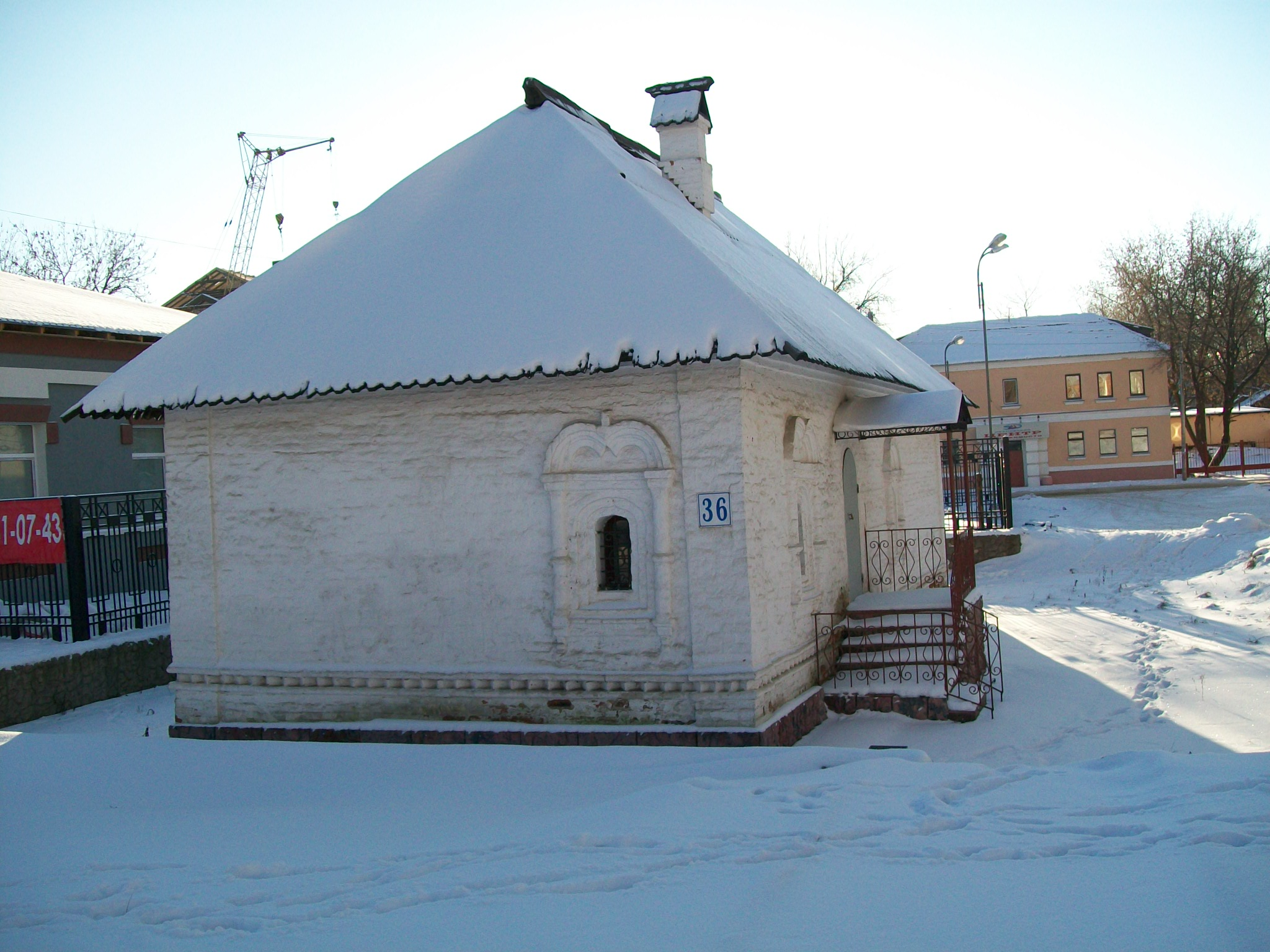
Щудровська палатка у січні 2009 р.

56°59′39″ пн. ш. 40°59′10″ сх. д. / 56.9942° пн. ш. 40.9860° сх. д.
Щудровська палатка (рос. Щудровская палатка) — найдавніша цивільна мурована будівля в Іваново, один із символів міста. Збудована наприкінці XVII ст. Назву отримала від імені власника Осипа Щудрова.
Знаходиться в центрі міста на вулиці 10 Серпня, в безпосередній близькості від площі Революції. Є відділом Іванівського історико-краєзнавчого музею ім. Д. Г. Буриліна.
Спочатку споруда була зведена в урочищі струмка Кокуй як приказна ізба села Іваново. У будівлі є дві кімнати, велика і мала. У першій зберігалися записні книжки, в яких вівся облік оброку з селян, в другій сидів прикажчик князів Черкаських, яким тоді належало село.
Між підклітом і першим поверхом проходить поребрик. Вікна обрамлені наличниками з кілеподібними завершеннями. Декоративне оформлення південного фасаду багатше, ймовірно, він був головним. Будівля вважається унікальною і не має аналогів в сусідніх областях.
Наприкінці XVIII — поч. XIX століття власником споруди став багатий селянин, купець і промисловець Осип Щудров, який надбудував два поверхи і організував тут набійний цех, в якому наносили малюнок на тканину. У 1964 році було ухвалено рішення відновити історичний пам'ятник, повернути йому імовірний первісний вигляд. Реставрація була закінчена у 1988 р.